# Strela (computadora)
El Computador Strelá (ЭВМ "Стрела́", castellano: "Flecha") fue la primera computadora central construida en serie en la Unión Soviética desde 1953.
El diseñador jefe fue Yuri Bazilevsky (Ю.Я. Базилевский). Entre sus asistentes estaba Bashir Raméyev, constructor jefe de la serie de computadoras Ural. Fue diseñado para la Oficina de Diseños Especiales 245 (СКБ245; Instituto I&D Argon (НИИ "Аргон") desde 1986) de Moscú.
Los Strelás fueron fabricados en Planta de Moscú de Máquinas de Computación y Analíticas (Московский завод счетно-аналитических машин) entre 1953 y 1957; se construyeron 7 máquinas. Fueron instaladas en el Centro de Computación de la Academia de Ciencias de la URSS, Instituto Kéldysh de Matemáticas Aplicadas, Universidad Estatal de Moscú, y en centros de computación de algunos ministerios (relacionados con la defensa y economía).
Estos computadores de primera generación tenían 6.200 válvulas y 60.000 diodos semiconductores.
El Strelá tenía una velocidad de 2.000 operaciones por segundo. Su aritmética de coma flotante estaba basada en palabras de 43 bits, con mantisa con signo de 35 bits y exponente con signo de 6 bits. La memoria RAM de tubos Williams tenía 2.048 palabras. Tenía también una memoria ROM de semiconductores para programas. La entrada de datos era a través de tarjetas perforadas o desde cintas magnéticas. La salida de datos era por cinta magnética, tarjeta perforadas o impresora.
La última versión del Strelá usaba un tambor magnético de 4.096 palabras girando a 6.000 rpm.
En 1954 los diseñadores del Strelá fueron condecorados con la Medalla Stalin de 1.er. grado (V. Alexándrov, Yu. Bazilevsky, D. Zhuchkov, I. Lyguin, G. Márkov, B. Mélnikov, G. Prokudáyev, B. Raméyev, N. Trúbnikov, A. Tsygankin, Yu. Shcherbakov, L. Lariónova (Александров В. В., Базилевский Ю. Я., Жучков Д. А., Лыгин И. Ф., Марков Г. Я., Мельников Б. Ф., Прокудаев Г. М., Рамеев Б. И., Трубников Н. Б., Цыганкин А. П., Щербаков Ю. Ф., Ларионова Л.А.)).